# Pothyne andamanica
Pothyne andamanica är en skalbaggsart som beskrevs av Stefan von Breuning 1940. Pothyne andamanica ingår i släktet Pothyne och familjen långhorningar. Inga underarter finns listade i Catalogue of Life.